# Ayr (Dakota du Nord)
Pour les articles homonymes, voir AYR.
La ville américaine d’Ayr est située dans le comté de Cass, dans l’État du Dakota du Nord. Elle comptait 17 habitants lors du recensement de 2010.

## Histoire
Ayr a été fondée en 1883.

## Démographie
| 1930 | 1940 | 1950 | 1960 | 1970 | 1980 |
| ---- | ---- | ---- | ---- | ---- | ---- |
| 106  | 107  | 104  | 81   | 48   | 42   |

| 1990 | 2000 | 2010 | - | - | - |
| ---- | ---- | ---- | - | - | - |
| 19   | 23   | 17   | - | - | - |

## Source
- (en) Cet article est partiellement ou en totalité issu de l’article de Wikipédia en anglais intitulé « Ayr, North Dakota » (voir la liste des auteurs).